# Brainiac (DC Comics)
Brainiac – fikcyjna postać (złoczyńca) z komiksów z udziałem Supermana, które wydaje DC Comics. Autorami postaci byli: scenarzysta Otto Binder i rysownik Al Plastino. Brainiac zadebiutował w komiksie Action Comics vol. 1 #242 (lipiec 1958). Nazwa postaci oznacza w  języku angielskim „geniusza” i stanowi zbitkę wyrazową angielskich słów brain (mózg) i maniac (maniak), lub końcówki zapożyczonej od słowa ENIAC (jeden z wczesnych modeli komputerów).

## Charakterystyka.
Brainiac zajmuje wysoką pozycję w hierarchii antagonistów Supermana, a także jest jednym z bardziej znanych złoczyńców w Uniwersum DC Comics (DC Universe). Na przestrzeni lat był on przedstawiany w najróżniejszych wersjach, najczęściej jako zielonoskóry humanoid, który jest pozbawiony włosów, a z jego czaszki wystają diody. Brainiac jest pozaziemskim androidem z planety Colu. Obdarzony wielkim intelektem, Brainiac przemierza wszechświat w statku kosmicznym przypominającym ogromną czaszkę w poszukiwaniu planet, na których rozwinęły się inteligentne formy życia. Kiedy udaje się mu takową znaleźć, zmniejsza do niewielkich rozmiarów jedno z największych skupisk jej mieszkańców jako próbkę, po czym niszczy całą planetę. W ten sposób gromadzi wszelkie dane o życiu we wszechświecie. Uczynił tak ze stolicą Kryptonu, miastem Kandor. W komiksach wydawanych po 2011 (tzw. The New 52), Brainiac nazywany jest Kolekcjonerem Światów (Collector of Worlds).

## Występowanie
Brainiac poza komiksem pojawiał się również w różnych serialach i filmach animowanych, fabularnych filmach aktorskich i grach komputerowych bazujących na komiksach DC Comics. W serialu telewizyjnym Tajemnice Smallville (Smallville) rolę prof. Miltona Fine'a/Brainiaca zagrał James Marsters. Corey Burton użyczył głosu Brainiacowi w serialach animowanych, których akcja rozgrywa się we wspólnym uniwersum (DC animated universe): Superman (Superman: The Animated Series), Liga Sprawiedliwych (Justice League) i Liga Sprawiedliwych Bez Granic (Justice League Unlimited), natomiast w powiązanym z serią filmem animowanym Superman: Brainiac Attacks głosu użyczył mu Lance Henriksen. W filmie animowanym wydanym bezpośrednio na DVD pod tytułem Superman DCU: Wyzwolenie (Superman: Unbound) głosu złoczyńcy użyczył John Noble.
W zestawieniu 100 największych komiksowych złoczyńców portalu internetowego IGN Brainiac zajął 17. miejsce.